# Marcelo (mártir)
Marcelo (en latín, Marcellus) fue un centurión de la Legio VII Gemina Pía Félix que nació y vivió en León  durante la segunda mitad del siglo III. Es venerado como un santo, y Patrón de la ciudad de León. El otro santo local, San Froilán, es el patrón de la diócesis. 
Según otra versión era centurión de la legión estacionada en Tingis, moderno Tánger

## Biografía
El lugar donde vivía su familia se supone próximo a la muralla de León y la puerta de poniente, en la calle que hoy en día se conoce como calle Ancha y que conserva una capilla denominada capilla del Cristo de la Victoria, por el Cristo que conserva en su interior.
Marcelo estuvo casado con santa Nonia, o Nona, y tuvo doce hijos: Claudio, Lupercio, Victorico, Facundo, Primitivo, Emeterio, Celedonio, Servando, Germano, Fausto, Genaro y Marcial.
La historia nos dice que el motivo de su martirio fue que celebrando las fiestas por el nacimiento del Emperador Valerio en julio del año 298, san Marcelo hizo pública su creencia cristiana y su única adoración al Dios del Cielo y de la Tierra, tirando al suelo su espada y el sarmiento de vid (atributos de su rango militar). La causa de Marcelo se remitió al vicario de prefecto pretorio Aurelio Agricolano, que se hallaba en ese tiempo en Tánger y tenía la mayor autoridad sobre España y la Provincia de África (Tingitania)
El día 29 de octubre del año 298 fue condenado a muerte por decapitación. Su festividad se celebra el 30 de octubre.